# Мацокин, Николай Петрович
Мацокин, Николай Петрович (10 (23) декабря 1886 года, г. Киев, Российская империя — 8 октября 1937, г. Москва, СССР) — российский и советский синолог и японовед. Профессор Государственного Дальневосточного университета и ряда других московских вузов. Имеет более ста научных работ по востоковедению — учебных пособий, статей и рецензий. В сферу его научных интересов входили: лингвистика, этнография, экономика, мифология и история Китая и Японии.
 Одним из первых предпринял попытку применить к японскому языку методы теоретической лингвистики.
С конца 1924 г. по октябрь 1927 г. сотрудник генерального консульства СССР в Харбине.
В период работы в Иностранном отделе ОГПУ (1924—1934) занимался переводом документов с китайского и японского языков, а также анализом внешней политики, социологии, экономики и военного потенциала Японии.
Арестован 26 июля 1937 года по обвинению в шпионаже в пользу Японии.
Расстрелян 8 октября 1937 года. Похоронен на Донском кладбище в г. Москве.
Реабилитирован посмертно 18 мая 1992 года, Заключением Прокуратуры РФ.

## Биография
Николай Петрович Мацокин родился 10 (23) декабря 1886 года в Киеве. Его отец, врач-венеролог, Пётр Григорьевич Мацокин (1859 — ок. 1917) служил военврачом, имел чин надворного советника, а среди своих наград — золотую медаль графа Д. А. Толстого за учёный труд «Метисы забайкалья».
По аттестату об окончании гимназии во Владивостоке Николай Мацокин в 1905 году поступает в Харьковский университет на естественно-исторический факультет. Вскоре он переводится на естественное отделение физико-математического факультета, а спустя год на юридический факультет.
В 1907 году Николай Мацокин оставляет учёбу в Харьковском университете и уезжает во Францию, в Дижон, для изучения французского языка в частном порядке.
В начале 1908 г. у Николая и его первой жены Анастасии (1889—1966) в Полтаве рождается сын — Григорий Мацокин (1908—1939).
Позже, в 1908 году, Николай Мацокин уезжает на учёбу во Владивосток в Восточный институт, где он учится по японо-китайскому разряду, изучая ещё и тибетский язык. Среди его преподавателей известные востоковеды Е. Г. Спальвин и Н. В. Кюнер. Заканчивает институт в 1912 году, однако, из-за несложившихся отношений с профессурой, диплом получает только четыре года спустя. По окончании Восточного института поступает на работу в Управление Восточно-Китайской железной дороги (КВЖД) в г. Харбине на должность переводчика японского языка.
Будь силён — вот единственный долг человека.
 Будь силён — вот что следовало бы сказать всякому, появляющемуся на свет.— Н.П.Мацокин «Дерзновения»
В 1910—1911 гг. Николай Мацокин побывал в Японии с целью совершенствования японского языка. В 1916 году он был награждён японским орденом за участие в русско-японской конференции в Токио и Сеуле, в качестве переводчика.
В 1917 году Николай Мацокин был назначен помощником главного редактора газеты «Юань-дунь-бао» — органа железной дороги, издававшейся в Харбине на китайском языке. Также сотрудничает в харбинском журнале «Вестник Азии» Общества русских ориенталистов. В 1919 году был уволен за критику финансовой политики КВЖД в газете «Новая жизнь».
После увольнения уезжает из Харбина и устраивается на работу лектором японского языка в Иркутском университете. Летом 1920 года ведёт занятия на курсах восточных языков (с сентября 1920 года — факультет). В это же время курсы японского языка посещал известный чешский писатель Ярослав Гашек.
В конце 1920 года Николай Мацокин уезжает во Владивосток, где профессор Е. Г. Спальвин рекомендует своего любимого ученика доцентом на кафедру этнографии и географии стран Дальнего Востока в ГДУ (бывший Восточный институт). Вскоре он выступает с критикой «реакционной и монархической профессуры», с которой у него не сложились отношения ещё в период его учёбы. В результате Мацокин был уволен, хотя, по ходатайству профессора Спальвина, ему было разрешено читать лекции в этом же университете.
С 1922 по 1923 год Николай Мацокин занимает должность помощника заведующего отделением Дальневосточного телеграфного агентства ДАЛЬТА (ныне ТАСС) в Иокогаме в Японии. В августе 1923 года восстанавливается на работе в ГДУ, практически через три года после увольнения, но к работе так и не приступает. В период с 1924 г. по октябрь 1927 г. работает сначала переводчиком, а затем драгоманом в генконсульстве СССР в Харбине. В 1928—1930 гг. снова работает в ГДУ, где становится внештатным профессором по кафедре японского языка, а после ликвидации ГДУ в феврале 1930 года, переезжает в Москву и преподаёт японский язык в Московском институте востоковедения и других московских вузах.
В июле 1931 г. в квартире Мацокина останавливается подруга его жены — Лютгарда Пашковская, которая сразу попадает в поле зрения НКВД из-за частых контактов с сотрудниками японского посольства, ставших иногда посещать и квартиру профессора. В результате Николай Мацокин был арестован по обвинению в шпионаже в пользу Японии в сентябре 1931 года. При обыске у него было найдено 850 долларов и револьвер системы «Браунинг». И хотя доказательств работы на японцев найдено не было, профессор Мацокин был приговорён к десяти годам в ИТЛ, но был освобождён условно-досрочно 19 марта 1934 года.
Скорее всего, к этому времени относится упоминание о нём в мемуарах Н. Е. Семпер-Соколовой, которая брала у Мацокина уроки японского:

Моим учителем… был дальневосточный профессор Николай Петрович Мацокин, автор нескольких книг и статей по этнографии Азии. Тоже высокий, но плотный мужчина лет сорока пяти. Бритый, небрежно одетый в какую-то фуфайку; общительный, энергичный. Он жил в захолустном, сплошь деревянном Самарском переулке, за парком ЦДКА… На первом этаже одного домика, в просторной, почти не обставленной, но полной книг комнате жили вдвоём Мацокин и его жена — француженка Эрнестина Коффруа, красивая брюнетка, получившая образование в Сорбонне…
 Из материалов уголовного дела известно, что женой Мацокина впоследствии была Сенторен Андрэ Петровна, работавшая библиотекарем в Московском энергетическом институте.
Николай Петрович Мацокин был арестован второй раз 26 июля 1937 года во время «Большого террора». Около полугода до этого, в январе 1937 г. генеральным комиссаром госбезопасности становится Николай Ежов, и аресты «врагов народа», независимо от их уровня, начинаются по всем организациям. А после начала японо-китайской войны 7 июля 1937 г. волна арестов востоковедов значительно возрастает. Как известно, оперативный приказ № 00593, положивший начало массовых репрессий бывших сотрудников КВЖД (харбинцев), выходит 20 сентября 1937 г.
В этот раз Мацокин снова был обвинён в шпионаже в пользу Японии и приговорён к высшей мере наказания Военной коллегией Верховного суда СССР 8 октября 1937 года. Дело рассматривалось в особом порядке. Обвинителем был Прокурор СССР Вышинский, а вёл процесс председатель Военной коллегии Верховного Суда СССР Ульрих. Приговор был приведён в исполнение в тот же день.
12 мая 1992 года Комиссия по реабилитации определила, что Николай Петрович Мацокин был осуждён необоснованно, а 18 мая 1992 года заключением Прокуратуры РФ он был реабилитирован.

## Научная деятельность
Наиболее полная и подробная оценка научной деятельности Н. П. Мацокина дана профессором Осакского университета А. С. Дыбовским, который характеризует его как человека «исключительных способностей и амбиций, широких научных интересов, глубоких и разносторонних знаний, феноменальной работоспособности».
Работы по этнографии и антропологии
Первые работы Николая Мацокина опубликованы ещё во время его обучения в Восточном институте (1908—1912).
- «Отношения полов до брака в некоторых малороссийских деревнях», 1909 г.
- «Материнская филиация у китайцев, корейцев и японцев» 1910 г.
- «Материнская филиация в Восточной и Центральной Азии», 1911 г.

На основании двух последних работ Николай Мацокин констатирует, что «три главных народа Дальнего Востока» — китайский, корейский и японский в ходе их эволюции имели «строй, основанный на происхождении по матери».
Мифология
Одной из наиболее известных работ Николая Мацокина является «Японский миф об удалении богини солнца Аматерасу в небесный грот и солнечная магия». Эта работа была опубликована в 1921 г. в «Известиях восточного факультета ГДУ». На основе анализа этого мифа Н. П. Мацокин проводит некоторые лексические сходства с меланезийским наречием, а также сходства между японским, монгольским и турецким языками. По мнению профессора А. С. Дыбовского, Николай Мацокин вполне может считаться предшественником Е. Д. Поливанова, в деле формулирования гипотезы о малайско-полинезийском субстрате в происхождении японского языка.
Работы по лингвистике и учебные пособия
- Учебное пособие «Вырезки из японских газет и журналов: пособие для студентов японского отделения восточного факультета ДВГУ. Часть 1. Текст» Владивосток, 1928 г.
- Книга «Морфология японского глагола» Владивосток, 1929 г.

В книге дано критическое описание истории изучения японского глагола в работах зарубежных и отечественных японоведов, учтено мнение японских языковедов, а также представил свой вариант синхронного описания морфологии японского глагола настоящего времени.
Переводы и обзоры иностранной прессы
Всего Н. П. Мацокиным опубликовано около 20 переводных работ с французского, японского, китайского и английского языков, многие из которых были сделаны ещё в студенческие годы. Это в основном переводы по экономике, этнографии и социологии.
В период работы в Харбине (1912—1918) и (1923—1927) он активно занимается анализом публикаций в японской прессе, высказываний японских политиков, учёных и обозревателей. Пишет целый ряд обзорных статей:
- «Граф Окума и японское самомнение», 1913 г.
- «Японские вымыслы и их виновники», 1915 г.
- «Японцы о японо-американской войне», 1924 г.
- «Японцы о японо-американской сухопутной войне», 1925 г.
- «Общественные деятели Японии о русско-японском соглашении», 1926 г.
- «Классовая борьба в деревне и аграрные конфликты», 1927 г.

Рецензии
Всего Н. П. Мацокиным было написано более 30 рецензий по востоковедению, что говорит о его высокой компетентности в этой области. Но, некоторые его последние рецензии, относящиеся к 1935 году, отличаются высокой политизированностью и не всегда обоснованной критикой многих советских востоковедов. Скорее всего, после нескольких лет заключения, проведённых в НКВД, чувство самосохранения заставляет его занять конформистскую позицию по отношению к советской власти.
Как пишет профессор С. И. Кузнецов, «Вполне вероятно, что Мацокин против своей воли использовался НКВД для развёртывания масштабных репрессий против советской японоведческой школы, особенно против её дальневосточной части». Рецензия Н. П. Мацокина на «Учебник японского языка» П. А. Гущо и Г. С. Горбштейна была опровергнута тридцатью семью советскими востоковедами. В рецензии учебник характеризовался как «собрание терминологического хлама, а авторы обвинялись в протаскивании японского национализма, пособничестве британскому империализму и в насаждении феодализма в советской науке».

## Работа в Иностранном Отделе ОГПУ
Личное дело Мацокина, как сотрудника ИНО ОГПУ, по-прежнему засекречено, но из материалов его уголовного дела известно, что он состоял на службе в резидентуре ОГПУ во время своего второго пребывания в Харбине (1923—1927). В этот период, скорее всего приблизительно в 1924 г., Николай Мацокин встречает своего старого знакомого по Владивостоку, бывшего подполковника белогвардейской контрразведки, а тогда уже переводчика советского консульства в Харбине — Василия Крылова, который предложил Мацокину работу в консульстве. После этого Николай Мацокин становится сотрудником резидентуры ИНО ОГПУ.
Будучи на службе в ИНО ОГПУ, Николай Мацокин сочетает свои научные интересы с разведывательно-аналитической работой. Его внимание сконцентрировано на изучении всех аспектов внутренней и внешней политики Японии, её военного и экономического потенциала и военной доктрины. Постоянно анализирует иностранные газеты и журналы по экономике, политике и социологии, которые служили для него ценным источником оперативной информации. Не остаются без его внимания публикации японских авторов и события, происходящие в Японии. Его интересует, как японцы относятся к проблемам животноводства в Китае и какие перспективы решения продовольственной проблемы видят японцы от развития рисоводства в Приморье.
Таким образом, как утверждает профессор А. С. Дыбовский, именно научная компетенция Николая Мацокина могла оказывать влияние на дальневосточную политику СССР.
Об этом пишет и сам Николай Мацокин в своей жалобе из тюрьмы: «…Никто из товарищей из ИНО не будет отрицать, что моя искренняя и честная работа имела большое значение для принятия правильной линии в дальневосточной политике СССР…».
Примерно в августе 1927 года Николай Мацокин переезжает во Владивосток. Как пишет в своей работе «Кто Вы товарищ „Профессор“?» историк отечественных спецслужб А. М. Буяков, примерно во второй половине 1927 года во Владивостоке был организован Дальневосточный сектор ИНО ОГПУ, один из агентов которого, под псевдонимом «Профессор», был квалифицированным переводчиком, крупным языковедом и известным японистом. «Профессор» был официально устроен на работу доцентом на восточный факультет ДВГУ. Это даёт возможность предположить, что речь могла идти только об одном человеке — Николае Петровиче Мацокине.
Данных о ликвидации Дальневосточного сектора ИНО ОГПУ найти не удалось, но известно, что продолжая службу в ИНО, в августе 1930 г. Николай Мацокин был переведён в распоряжение центрального аппарата этого же ведомства в Москве, а уже в октябре 1930 г. становится профессором японского языка в Московском институте востоковедения.
19 января 1932 г. Николай Мацокин был приговорён к десяти годам ИТЛ, но фактически наказание отбывал во внутренней тюрьме НКВД на Лубянке. Всё это время он продолжал выполнять обязанности переводчика ИНО ОГПУ и получать жалование. В начале 1934 года он был освобождён условно-досрочно, а 1 ноября 1934 г. «в связи с ослаблением зрения», прослуживший около десяти лет в разведке, профессор Мацокин был официально уволен из органов.

### «Меморандум Танака»
По мнению писателя-историка А. Е. Куланова, Николай Мацокин мог иметь отношение к расшифровке и анализу сотен, добытых советскими разведчиками ценных японских и китайских секретных документов. Одним из таких мог являться обнародованный уже гораздо позже «меморандум Танака», якобы составленный японским премьер-министром Танака Гиити и представленный им императору Хирохито в 1927 году. Хотя сегодня историками убедительно доказано, что советская разведка за большие деньги купила умело сфабрикованный документ одновременно в Харбине и Сеуле, есть косвенные подтверждения тому, что именно Мацокин согласился подтвердить подлинность этого «меморандума». Подтверждением причастности Мацокина к анализу документов подобного уровня, может служить и то, что перед своим отъездом из Харбина в том же 1927 году, Николай Мацокин был награждён высшим чекистским органом — Коллегией ОГПУ — золотыми часами, наградой, которой не удостаивался даже работавший по «параллельному» ведомству Зорге.
После его второго ареста 26 июля 1937 г. следователей особенно интересовало, какую информацию Мацокин мог передать японцам во время работы переводчиком в резидентуре в Харбине. По мнению А. Е. Куланова, наибольший интерес мог вызвать документ, ставший сюрпризом для самих японцев. Речь идёт, опять же, о «меморандуме Танака». Возможно, именно поэтому дело Мацокина стало делом государственной важности и рассматривалось в особом порядке Военной коллегией ВС СССР.

## Комментарии
1. ↑  Отец Николая, Пётр Григорьевич Мацокин какое-то время работал в Забайкалье. Исследовал влияние ламаизма и православия на культуры местного и пришлого населения. Работа «Метисы Забайкалья» была напечатана в 1904 г. — Библиография П. Г. Мацокина. Энциклопедия Забайкалья. Дата обращения: 17 марта 2015. Архивировано 19 марта 2015 года.
2. ↑  По свидетельствам родственников, после окончания гимназии Николай проживает в семье отца в Полтаве, где в 1905 г. его первой женой становится Анастасия Конюшая. Во время учёбы Николая в Харькове молодые супруги Мацокины проживают вместе на съёмной квартире до 1907 г.
3. ↑  Всего Николай Мацокин побывал в Японии 6 раз — Куланов А. Е. Неуживчивый профессор: биография Н. П. Мацокина в материалах уголовных дел с.91. Япония наших дней № 1(15). Дата обращения: 17 марта 2015. Архивировано 20 марта 2015 года.
4. ↑  Государственный дальневосточный университет (ГДУ) был ликвидирован 20 февраля 1930 г. постановлением ВЦИК и НК РСФСР. Вместо него было создано девять новых вузов.